# Microdot
El Microdot es un concepto de tres asientos diseñado por William Towns para un automóvil de ciudad económico. Fue mostrado por primera vez en 1976 y fue una evolución del Minissima de 1972. El Microdot fue un vehículo híbrido gasolina/eléctrico, diseñado para llevar a tres personas en los trayectos cortos en ciudad.

## Historia
En 1979 William Towns colaboró con los fabricantes de vehículos prototipos en Mallalieu Engineering (Ingeniería Mallalie), Wootton, Abingdon-on-Thames, Oxfordshire, con el fin de realizar una producción limitada del prototipo Microdot, construido por William Towns en sobre un chasis recortado de un Austin Mini, abriendo puertas y una nariz de 150mm, para dar cabida al motor Reliant de aluminio, uno de los motores de automóviles más livianos y pequeños del Reino Unido entonces disponible.
Los diseñadores de efectos especiales de estudios de películas en Londres, que habían creado los interiores de las naves espaciales originales de "Star Wars", crearon los diseños de cabina interior y los expertos en la industria del motor de Lucas Industries y Ever Ready aconsejaron sobre baterías, trenes de potencia y los instrumentos. Basándose en las grabaciones de celebridades en cintas de 8 pistas, se planeó que el Microdot "hablara" con su propietario.
La recesión de los años 1980 - 1987 detuvo este proyecto de propulsión híbrida.

## Mallalieu Engineering
Ingeniería Mallalieu fue más conocida por hacer Bentley Especiales, Barchetta y Oxford, diseñados por el ingeniero Derry Mallalieu, basado en el Bentley Mark 6. Mallalieu Microdot (número de empresa 01504509) fue disuelto el 23 de junio de 1987 y Mallalieu Ingeniería (número de empresa 01.215.691) se disolvió el 12 de septiembre de 1989.